# Deutsche Eishockey Liga 2000-2001
La Deutsche Eishockey Liga 2000-2001 fu la settima stagione della Deutsche Eishockey Liga. Al termine dei playoff gli Adler Mannheim si aggiudicarono il loro quarto titolo della DEL, diventando campioni di Germania per la quinta volta della loro storia.
Al via del campionato si presentarono sedici squadre; a differenza dell'ultima stagione i Starbulls Rosenheim furono sostituiti dagli Iserlohn Roosters, mentre si ripresentò nella DEL il Düsseldorfer EG.

## Stagione regolare
Come nella stagione precedente si disputò un girone unico per tutte e 16 le formazioni, con un doppio turno di andata e ritorno, nel quale al termine dei 60 minuti regolamentari, in caso di pareggio, le squadre si affrontarono negli shootout. Le prime otto squadre si qualificarono ai playoff, mentre le altre terminarono la propria stagione senza passare per i playout.

### Classifica
|                     | Pos. | Squadra                | Pt  | G  | V  | VOT | POT | P  | GF  | GS  | DR  |
| ------------------- | ---- | ---------------------- | --- | -- | -- | --- | --- | -- | --- | --- | --- |
| Germania (bandiera) | 1.   | Adler Mannheim         | 115 | 60 | 31 | 9   | 4   | 16 | 205 | 144 | +61 |
|                     | 2.   | Kölner Haie            | 111 | 60 | 29 | 6   | 12  | 13 | 186 | 154 | +32 |
|                     | 3.   | München Barons         | 104 | 60 | 29 | 5   | 7   | 19 | 175 | 150 | +25 |
|                     | 4.   | Nürnberg Ice Tigers    | 103 | 60 | 27 | 7   | 8   | 18 | 191 | 171 | +20 |
|                     | 5.   | Kassel Huskies         | 103 | 60 | 28 | 6   | 7   | 19 | 176 | 156 | +20 |
|                     | 6.   | Revierlöwen Oberhausen | 102 | 60 | 25 | 12  | 3   | 20 | 187 | 151 | +36 |
|                     | 7.   | Hannover Scorpions     | 99  | 60 | 29 | 3   | 6   | 22 | 203 | 182 | +21 |
|                     | 8.   | Berlin Capitals        | 98  | 60 | 25 | 7   | 9   | 19 | 191 | 173 | +18 |
|                     | 9.   | Krefeld Pinguine       | 88  | 60 | 23 | 4   | 11  | 22 | 182 | 177 | +5  |
|                     | 10.  | Frankfurt Lions        | 87  | 60 | 23 | 5   | 8   | 24 | 189 | 189 | 0   |
|                     | 11.  | Düsseldorfer EG        | 76  | 60 | 23 | 4   | 11  | 22 | 182 | 177 | +5  |
|                     | 12.  | SERC Wild Wings        | 76  | 60 | 20 | 4   | 8   | 28 | 174 | 207 | -33 |
|                     | 13.  | Eisbären Berlino       | 73  | 60 | 19 | 6   | 4   | 31 | 192 | 221 | -29 |
|                     | 14.  | Augsburger Panther     | 73  | 60 | 18 | 8   | 3   | 31 | 187 | 242 | -55 |
|                     | 15.  | Iserlohn Roosters      | 68  | 60 | 16 | 7   | 6   | 31 | 152 | 189 | -37 |
|                     | 16.  | Moskitos Essen         | 64  | 60 | 15 | 7   | 5   | 33 | 173 | 226 | -53 |

Legenda:

      Ammesse ai Playoff
Note:

Tre punti a vittoria, due punti a vittoria dopo overtime, un punto a sconfitta dopo overtime, zero a sconfitta.

## Playoff
|  | Quarti di finale | Quarti di finale   | Quarti di finale   |                |                     | Semifinali     | Semifinali | Semifinali |  |  | Finale | Finale         | Finale |
|  |                  |                    |                    |                |                     |                |            |            |  |  |        |                |        |
|  | 1                | Adler Mannheim     | 3                  |                |                     |                |            |            |  |  |        |                |        |
|  | 8                | Berlin Capitals    | 2                  |                |                     |                |            |            |  |  |        |                |        |
|  | 8                | Berlin Capitals    | 2                  |                | 1                   | Adler Mannheim | 3          |            |  |  |        |                |        |
|  |                  |                    |                    |                | 1                   | Adler Mannheim | 3          |            |  |  |        |                |        |
|  |                  | 7                  | Hannover Scorpions | 0              |                     |                |            |            |  |  |        |                |        |
|  | 2                | 7                  | Hannover Scorpions | 0              | Kölner Haie         | 0              |            |            |  |  |        |                |        |
|  | 2                |                    |                    |                | Kölner Haie         | 0              |            |            |  |  |        |                |        |
|  | 7                | Hannover Scorpions | 3                  |                |                     |                |            |            |  |  |        |                |        |
|  |                  |                    |                    |                |                     |                |            |            |  |  | 1      | Adler Mannheim | 3      |
|  |                  |                    | 3                  | München Barons | 1                   |                |            |            |  |  |        |                |        |
|  | 3                | München Barons     | 3                  |                |                     |                |            |            |  |  |        |                |        |
|  | 6                | R. Oberhausen      | 0                  |                |                     |                |            |            |  |  |        |                |        |
|  | 6                | R. Oberhausen      | 0                  |                | 3                   | München Barons | 3          |            |  |  |        |                |        |
|  |                  |                    |                    |                | 3                   | München Barons | 3          |            |  |  |        |                |        |
|  |                  | 5                  | Kassel Huskies     | 1              |                     |                |            |            |  |  |        |                |        |
|  | 4                | 5                  | Kassel Huskies     | 1              | Nürnberg Ice Tigers | 1              |            |            |  |  |        |                |        |
|  | 4                |                    |                    |                | Nürnberg Ice Tigers | 1              |            |            |  |  |        |                |        |
|  | 5                | Kassel Huskies     | 3                  |                |                     |                |            |            |  |  |        |                |        |

### Quarti di finale
| Squadra 1           | Totale | Squadra 2              | Gara 1 | Gara 2    | Gara 3   | Gara 4    | Gara 5 |
| ------------------- | ------ | ---------------------- | ------ | --------- | -------- | --------- | ------ |
| Adler Mannheim      | 3 - 2  | Berlin Capitals        | 5 - 1  | 3 - 4 dts | 4 - 3    | 2 - 3     | 3 - 0  |
| Kölner Haie         | 0 - 3  | Hannover Scorpions     | 1 - 3  | 1 - 5     | 3 - 4    |           |        |
| München Barons      | 3 - 0  | Revierlöwen Oberhausen | 4 - 2  | 3 - 2     | 4 - 2    |           |        |
| Nürnberg Ice Tigers | 1 - 3  | Kassel Huskies         | 3 - 2  | 1 - 2 dts | 3 - 4 dr | 3 - 4 dts |        |

### Semifinali
| Squadra 1      | Totale | Squadra 2          | Gara 1 | Gara 2   | Gara 3 | Gara 4 | Gara 5 |
| -------------- | ------ | ------------------ | ------ | -------- | ------ | ------ | ------ |
| Adler Mannheim | 3 - 0  | Hannover Scorpions | 7 - 2  | 7 - 5    | 6 - 1  |        |        |
| München Barons | 3 - 1  | Kassel Huskies     | 3 - 2  | 2 - 3 dr | 3 - 1  | 6 - 5  |        |

### Finale
| Squadra 1      | Totale | Squadra 2      | Gara 1 | Gara 2 | Gara 3 | Gara 4    | Gara 5 |
| -------------- | ------ | -------------- | ------ | ------ | ------ | --------- | ------ |
| Adler Mannheim | 3 - 1  | München Barons | 4 - 1  | 1 - 4  | 2 - 1  | 2 - 1 dts |        |